# Hans Schlegel
Hans Wilhelm Schlegel (Überlingen, 3 de agosto de 1951) é um ex-astronauta alemão, veterano de duas missões espaciais.
Nascido e crescido na Alemanha, ele fez na juventude um intercâmbio estudantil em Iowa, nos Estados Unidos, antes de voltar a seu país natal para cursar a universidade em Aachen. Após a graduação e trabalhar em pesquisa na área da física em semicondutores, em fins dos anos 1980, foi selecionado pelo Centro Aeroespacial Alemão (DLR) para o programa de astronautas. Em 1993, foi ao espaço como especialista de carga da missão STS-55 da nave Columbia, que levou para o Spacelab um módulo de pesquisas alemão.
Entre 1995 e 1997, ele treinou como tripulante-reserva para o programa russo-alemão Mir 97 e depois recebeu treinamento qualificado na Rússia como engenheiro de bordo da estação Mir. Em 1998, tornou-se membro efetivo de corpo europeu de astronautas da ESA.
Em fevereiro de 2008, Schlegel foi novamente ao espaço em missão à Estação Espacial Internacional, desta vez como tripulante especialista de missão da nave Atlantis (STS-122), onde realizou trabalho no espaço durante a instalação do módulo Columbus na ISS.